# Egzotizmi
Egzotizmi (grč. exotikós = stran) su posuđenice koje znače različite posebnosti naroda za koje nemamo vlastitu riječ u hrvatskome jeziku pa koristimo egzotizme koje smo prilagodili hrvatskim jezičnim pravilima.

## Podjela egzotizama
- jela i pića

boršč,  kečap, kroasan, paelja, suši, špageti, tako, metaksa, tekila, viski, votka
- životinje i biljke

ananas, avokado, bambus, banana, kivi, mango, papaja
gnu, irvas (sob), jak, ljama, mungos, oposum, orangutan, rakun, zebra
- građevine, staništa, obitavališta

bungalov, graht, iglu, jurta, pagoda, polder, vigvam
- odjeća, glazbala, plesovi i pjesme

feredža, fes, kilt, kimono, mokasina, pončo, toga
balalajka, bendžo, diđeridu, kitara
flamenko, mazurka, polka
- novčane jedinice

dolar, rupija, peseta, šiling, lek, zlota, lev, lat, rubalj, peso, bolivar, real
- službe i titule

emir, gejša, lord, ninđa, samuraj, šah, šeik, šerif
- ostali pojmovi

džihad, apartheid, tomahavk, bumerang, vudu, origami, tobogan, totem, kajak, kanu

Egzotizmi mogu postati i usvojenicama, pogotovo ako označavaju hranu ili piće:
gulaš, palačinka, paprikaš

## Vanjske poveznice
- Danko Šipka - egzotizmi  Arhivirana inačica izvorne stranice od 16. listopada 2006. (Wayback Machine)